# C19H25NO4
化学式C19H25NO4的化合物（摩尔质量：331.406 g/mol）可以指：
- Annimycin，PubChem CID：139585542
- 胺菊酯，CAS号：7696-12-0
- 25O-NBOMe，PubChem CID：172213167
- NBOMe-mescaline，CAS号：1354632-01-1

|  | 这个同类索引页列出了具有相同分子式的化学物（即同分異構體）条目。 除非您是有意链接至本页，否则应将相应条目的内部链接指向正确的条目。 |